# Internationaler Sozialistischer Kampfbund
Pour les articles homonymes, voir ISK et Ligue socialiste (homonymie).
Internationaler Sozialistischer Kampfbund (ISK), « Ligue socialiste militante internationale », désigne une organisation politique issue d'une scission du Parti social-démocrate d'Allemagne. Créé sous la république de Weimar, l'ISK est actif dans la résistance allemande au nazisme. Il fusionne avec le SPD en 1945.

## Histoire

### Création
L'ISK est fondé par le philosophe Leonard Nelson et la pédagogue Minna Specht,. Nelson souhaitait promouvoir une forme de socialisme éthique, anticlérical et antimarxiste. Il avait créé un autre mouvement politique, en 1917, l'Internationaler sozialistischer Jugendbund (ISJ). Lorsque plusieurs membres de l'ISJ sont exclus du Parti communiste d'Allemagne en 1922 et du Parti social-démocrate d'Allemagne en 1925, Leonard Nelson lance son nouveau mouvement.
L'ISK reprend les éditions créées par l'ISJ, Öffentliches Leben, qui publient le bulletin officiel du nouveau mouvement à partir du 1er janvier 1926 en allemand, puis en espéranto dès janvier 1929, et un bulletin trimestriel en anglais à partir d'avril 1929. Le bulletin fait 8 pages et est tiré à environ 5 000 exemplaires. Nelson réédite dans ce cadre quelques-uns de ses livres, notamment Öffentliches Leben et Abhandlungen der Fries’schen Schule Neue Folge. La direction des éditions est collective, assurée par Nelson avec le mathématicien Gerhard Hessenberg et le physiologiste Karl Kaiser. Après la mort de Nelson, la direction est assurée par Otto Meyerhof, Franz Oppenheimer et Minna Specht, jusqu'en 1937.
De 1924 à 1933, l'ISK (et son précurseur, le ISYL) dispose d'une école-internat pour adultes et pour enfants « à la campagne » (Landerziehungsheim), la  Walkemühle (Landerziehungsheim Walkemühle (de)), à Adelshausen, près de Melsungen, Hesse,.

### Des années 1930 à la guerre
Devant le succès électoral croissant du parti nazi à la fin de la république de Weimar, l'ISK fonde un journal, Der Funke (en) qui paraît de 1931 à 1933. Le journal publie notamment un appel urgent à l'unité (Dringender Appell für die Einheit (de)) dans la perspective des élections législatives allemandes de juillet 1932. Cet appel à l'unité adressé au SPD et au Parti communiste d'Allemagne est signé par 33 éminents intellectuels allemands, notamment Albert Einstein, Franz Oppenheimer, Emil Gumbel, Arthur Kronfeld, l'artiste Käthe Kollwitz et les écrivains Kurt Hiller, Erich Kästner, Heinrich Mann, Ernst Toller et Arnold Zweig.
L'ISK continue la résistance au nazisme après la loi allemande des pleins pouvoirs de 1933, jusqu'en 1938, où plusieurs membres du parti sont arrêtés. Le parti est notamment responsable d'inscriptions hostiles à Hitler, placées sur le tronçon d'autoroute inauguré par Hitler, entre Francfort-sur-le-Main et Darmstadt, le 19 mai 1935, obligeant ainsi la propagande nazie à censurer des images du film de l'inauguration. L'ISK tente de créer un syndicat clandestin, l'Unabhängige Sozialistische Gewerkschaft,.
Les responsables du mouvement continuent l'action en exil, en publiant des circulaires et des bulletins, Reinhart Briefe et Sozialistische Warte, diffusés clandestinement en Allemagne auprès de membres de la résistance allemande. L'ISK est lié en Angleterre avec le groupe socialiste Vanguard.
L'ISK n'a jamais dépassé le nombre de 300 membres, en grande partie en raison des exigences strictes pour l'adhésion. Ces membres sont organisés en 32 groupes locaux. Cependant, il a reçu le soutien d'un certain nombre de sympathisants.

### Évolution du mouvement après-guerre
L'ISK fusionne avec le SPD, le 10 décembre 1945, après des pourparlers entre Willi Eichler, président de l'ISK et Kurt Schumacher, alors président du SPD. La plupart des anciens membres du parti rejoignent alors le SPD.

## Organisation

### Présidents
- 1922-1927 : Leonard Nelson et Minna Specht
- 1927-1945 : Willi Eichler et Minna Specht

### Membres
Parmi les membres de l'ISK figurent Ludwig Gehm, résistant contre le nazisme, Nora Platiel, résistante et femme politique, Alfred Kubel, membre du gouvernement du Land de Basse-Saxe, Fritz Eberhard, membre du Conseil parlementaire, Irmgard Heydorn, femme politique socialiste et résistante, Hilde Meisel, journaliste et écrivaine, résistante, l'historienne Susanne Miller, la physicienne et pédagogue Grete Hermann, la pédagogue Erna Blencke ou encore Erich Lewinski (de) et sa sœur Eva Lewinski, la journaliste germano-britannique Mary Saran.